# DeathForest〜森からの脱出〜
『DeathForest～森からの脱出～』（デスフォレスト～もりからのだっしゅつ～）は、Kazzが製作し2014年に公開されたホラーゲーム。タイトル画面では『恐怖の森』と表示され、一般的にこの名前で呼ばれることが多い。作品のリリース以降シリーズ化している。
2014年には本作を原作とする映画作品『デスフォレスト 恐怖の森』が公開され、その後シリーズ化して第5作まで制作された。

## シリーズ作品
- DeathForest～森からの脱出～（2014年）
- DeathForest ～森からの脱出～【増殖】（2015年）
- 写るんです（2022年）
- 恐怖の森 森淵（2024年）[1]

## システム
- 襲い来る霊たちから逃げつつ、森の中に散らばっているバイクの4つのパーツ（オイル、ガソリン、スパークプラグ、タイヤ）を集めてバイクを修理し、脱出するのが目的となる。
- 主人公が携帯している懐中電灯は、時間経過とともに電池の残量が減少し、完全に無くなった状態で放置していると強制的にゲームオーバーとなる。森の中に配置されている電池を拾うと残量が回復する。
- 『増殖』『森淵』では、バイクのパーツと電池に加え、登場人物の情報を収録した「おまけファイル」が配置されており、拾った状態でクリアすることでおまけ要素が開放される。

## 登場人物
主人公の内田一輝以外の人物はかつて森の中で殺害された人物の成れの果てで、異形の姿となって登場する。
内田一輝（うちだ かずき）
22歳の主人公。森の中で乗っていたバイクが故障し立ち往生する羽目となった。なお、映画でも全作品に登場する。
木村芳恵（きむら よしえ）
通称「ヨシエ」。ゲーム開始後20秒経過すると現れる怨霊。近付くと不気味な音楽が流れる。触れるとゲームオーバー。
生前は福井大学2年生でアウトドアクラブに所属していた。2007年、同じクラブに所属する息野とともに森の洞窟の探検に出かけるが、その先で惨殺事件に巻き込まれる。20歳没。
なお、ヨシエの顔は制作者であるKazz自身の顔を編集している。
大宮健二（おおみや けんじ）
通称「ストーカー」。崖を上った所にある迷路の中のガソリンを取ると出現する怨霊。しばらく追ってくるが時間経過すると消える。『増殖』では出現場所が異なる。
生前は土木関係の仕事に就いていた。2013年、急用の為、須藤、そして後述の吉田と車で森を横断する途中にヨシエなどの襲撃に遭い消息不明となった。23歳没。
須藤レン（すどう れん）
通称「ストレンジャー」。トンネルの奥にある倉庫の中にいる。足が遅い。
生前は美術部に所属する高校3年生で、同じ部に所属する吉田と仲が良かった。2013年、大宮たちと訪れた森でヨシエから逃げる最中にヨシエ以外の何者かに襲撃されて悪霊となった。18歳没。
竜ヶ崎進（りゅうがさき すすむ）
通称「UMA」。『増殖』で追加された敵。コンクリートの迷路内奥におり、タイヤを取ると出現する。首や手足が異常に長く、足が速い。
1998年、森の周辺にある坑道で働く作業員だったが内部で事故にあい、その数日後、ある作業員によって殺害される。20歳没。
吉田知佳（よしだ ちか）
階段を上った奥にある民家に住んでいる地縛霊。ロッカーの中におり、一度近付いて離れるとロッカーから出てきて一礼した後に電池を一つくれる。他の霊たちとは違って、触れてもゲームオーバーにならない。
生前は須藤と同じ高校で美術部に所属する2年生。大宮、須藤とともに入った森でヨシエなどと遭遇し、森に潜む何かによって背中を刺され、その後に小屋のロッカーに隠れたが、出血多量で死亡した。17歳没。
山本大吾（やまもと だいご）
『森淵』で追加された敵。通称「ハイドハンド」。左腕だけの巨大な怨霊。坑道内の特定の場所の上部から姿を現し、近付くと掴まれてゲームオーバーとなる。
デイビッド・テイラー
『森淵』で追加された敵。通称「ハウンド」。坑道を脱出すると姿を現す異形の四足歩行の怪物。耳のようにめくれ上がった首の皮とむき出しになった脊椎が特徴で、足が速い。
名称不明1
オイルが置かれている倉庫に潜んでいる悪霊。倉庫に近づくと、突然中から飛び出してくる。
この霊のみおまけファイルが存在せず、詳細は不明となっている。
名称不明2
『森淵』で追加された敵。坑道内に潜む全身黒色の人型の怨霊。刃物を所持している。